# Sinaida Wenediktowna Workul
Sinaida Wenediktowna Workul (russisch Зинаида Венедиктовна Воркуль; * 2. März 1909 in Sankt Petersburg; † 15. Dezember 1994 in Moskau) war eine sowjetische bzw. russische Theater- und Film-Schauspielerin sowie Synchronsprecherin.

## Herkunft und Laufbahn
Sinaida Workul, als deren Geburtsdatum teilweise auch der 2. Mai angegeben wird, war die Tochter eines Arbeiters im Obuchow-Werk. Nach dem Schulabschluss 1925 lernte sie dort den Beruf einer Dreherin und blieb auch zunächst im Betrieb. Berufsbegleitend besuchte die junge Frau von 1927 bis 1930 die Filmabteilung der Leningrader Hochschule für darstellende Kunst, die damals Grigori Kosinzew und Leonid Trauberg unterstand. Anschließend konzentrierte sich Workul hauptberuflich auf die Schauspielerei und gab 1930 ihr Filmdebüt in Наши девушки (Naschi dewuschki). Ihr zweiter Film, Город в степи (Gorod w stepi, 1932) sollte zugleich der letzte für fast ein Jahrzehnt sein. Nach einem kurzen Engagement beim Jugendtheater von Staraja Russa wurde die blonde Mimin 1935 für drei Jahre vom Leningrader Komödientheater übernommen. Ab 1939 trat sie für ein Jahr als Estradakünstlerin auf.
Nach dem Beginn des Deutsch-Sowjetischen Krieges ging Workul zunächst nach Kostroma und anschließend nach Alma-Ata. Dort konnte sie unter der Leitung von Kasachfilm wieder vereinzelt Rollen vor der Kamera spielen. Nach Kriegsende zog Workul in die sowjetische Hauptstadt und trat im Mai 1946 in das neugegründete Staatstheater der Kinodarsteller ein. 1948 spielte sie eine Nebenrolle in Sergei Gerassimows Die junge Garde (1948) und trat zunehmend als Synchronsprecherin in Erscheinung. Durch Streitigkeiten mit Tamara Makarowa und Disziplinarmaßnahmen seitens ihres Arbeitgebers erlangte Workul jedoch einen schlechten Ruf und erhielt deshalb jahrelang nur wenige Engagements. Zu den Ausnahmen gehörte der kasachische Kurzfilm Мать и сын (Mat u syn, 1955), in dem sie ihre einzige Hauptrolle gab. Der Film fand jedoch nur begrenzte Verbreitung. Nach der Schließung des Staatstheaters 1959 wechselte Workul zum Gorki-Filmstudio, wo ihr wieder vermehrt Filmrollen angeboten wurden. Sie verblieb dort bis 1984. Letztmals war Workul 1992 in der Komödie Наш американский Боря (Nasch amerikanski Borja) zu sehen.

## Privates und Persönlichkeit
Sinaida Workul war mit Pjotr Michailowitsch Obertaller, einem Wissenschaftler am Leningrader Pädagogischen Institut „M. N. Pokrowski“, verheiratet. Beide hatten einen Sohn namens Boris (1931–2006), der später Bauingenieurwesen studierte und Experte für Holzkonstruktionen wurde.
Sie interessierte sich für Philosophie und Politik, las gern, nähte und praktizierte Yoga. Im fortgeschrittenen Alter stand Workul zunehmend in dem Ruf, einen sehr ambivalenten Charakter zu haben, der zwischen Fürsorglichkeit und Abweisung gegenüber anderen Personen schwankte. Dennoch hatte die Schauspielerin mehrere gute Freunde unter ihren Kollegen, darunter Boris Wladimirowitsch Iwanow (1920–2002) und Olga Iwanowna Jakunina (1911–1994).
In ihren letzten Lebensjahren litt Workul unter gesundheitlichen Problemen, insbesondere abnehmendem Sehvermögen und Schmerzen in den Beinen. Die letzten drei Monate ihres Lebens war die ehemalige Darstellerin bettlägerig. Sie starb, von der Öffentlichkeit unbeachtet, im Alter von 85 Jahren und wurde auf dem Danilow-Friedhof beigesetzt.

## Theaterarbeit (Auswahl)

### Leningrader Komödientheater
- Die wunderbare Legierung – von Wladimir Kirschon
- El Perro del Hortelano – von Lope de Vega

### Staatstheater der Kinodarsteller
- Флаг адмирала (Flag admirala) – von Alexander Petrowitsch Stein
- Ах, сердце!.. (Ach, serdze!..) – von Wladimir Solomonowitsch Poljakow

## Filmografie (Auswahl)

### Darstellerin
- 1948: Die junge Garde (Molodaja gwardija)
- 1958: Пролог (Prolog)
- 1959: Soldatenherzen (Soldatskoje serdze)
- 1960: Dem Morgenrot entgegen (sare nawstretschu)
- 1964: Väterchen Frost / Abenteuer im Zauberwald (Morosko)
- 1966: Andrej Rubljow
- 1968: Damals im Jahr 41 (Iwan Makarowitsch)
- 1968: Feuer, Wasser und Posaunen (Ogon, woda i … mednye truby)
- 1969: Die schöne Wassilisa (Wesjoloje wolschebstwo)
- 1973: Siebzehn Augenblicke des Frühlings (Semnadzat mgnoweni wesny)
- 1974: Liebevolles Gedenken (O tech, kogo pomnju i ljublju)
- 1976: Die schöne Wassilissa (Alternativtitel: Die Hexe Akulina) (Wesjoloje wolschebstwo)
- 1982: Карнавал (Karnawal)
- 1982: Der Quell (Rodnik)
- 1988: Eine Sache der Ehre (Tschest imeju)

### Synchronsprecherin
- 1948: Oliver Twist – für Kathleen Harrison
- 1952: Aandhiyan – für Durga Khote
- 1953: Tag des Zorns (A harag napja) – für Erzsi Somogyi
- 1954: Tage der Liebe (Giorni d’amore) – für Pina Gallini
- 1955: Der Prinz von Piplinagar (Shree 420) – für Lalita Pawar
- 1956: Child in the House – für Grace Arnold
- 1959: Ehesache Lorenz – für Charlotte Küter
- 1959: Streit um Basia (Awantura o Basie)
- 1960: Der neunte Kreis (Deveti krug) – für Ervina Dragman
- 1960: Der Arzt von Bothenow – für Erika Dunkelmann
- 1961: Haus ohne Sonne (Kde reky mají slunce) – für Marie Waltrowa
- 1961: Der Tod hat ein Gesicht – für Erika Pelikowsky
- 1964: Liebe einer Nacht – für Nunuta Hodos
- 1966: Edgar und Kristina (Purva bridējs)
- 1969: Brent jord
- 1972: Verneige dich vor dem Feuer (Poklonis ognju) – für Sabira Kumuschalijewa
- 1973: Ukuaru – für Velda Otsus
- 1979: Naine kütab sauna – für Lisl Lindau
- 1984: Der Brand (Toschar)